# De Ruif
De Ruif is een buurtschap behorende tot de gemeente Leusden, in de provincie Utrecht. Het ligt 500 meter ten noordoosten van het dorpje Stoutenburg.

## Geschiedenis
De eerste vermelding van de buurtschap was in 1537. Het werd hier benoemd onder de naam den Rueffst.
Dorpen: Achterveld · Leusden · Leusden-Zuid · Stoutenburg

Buurtschappen: Asschat · Den Treek · De Ruif · Jannendorp · Moorst (deels) · Musschendorp · Oud-Leusden · Snorrenhoef

Utrecht · Plaatsen in de provincie      Nederland · Provincies · Gemeenten